# Diálogos sobre la religión natural
Diálogos sobre la religión natural (en inglés: Dialogues Concerning Natural Religion) es un ensayo filosófico de David Hume. A través del diálogo, tres filósofos llamados Demea, Filón y Cleantes debaten la naturaleza de la existencia de Dios (hay todavía debate académico sobre si estos nombres apelan específicamente a algunos filósofos antiguos o no). Mientras que los tres interlocutores coinciden en que existe Dios, tienen diferencias muy marcadas en la opinión sobre la naturaleza y atributos de Dios y de cómo la humanidad puede llegar al conocimiento de una deidad.
En los diálogos, los personajes de Hume debaten una serie de argumentos sobre la existencia de Dios, y otros argumentos por los cuales los proponentes creen se puede llegar a conocer la naturaleza de Dios. Tales debates incluyen temas como el argumento del diseño -que Hume ejemplifica con una casa- y si es que hay más sufrimiento o bien en el mundo (el argumento del mal).
Hume comenzó los Diálogos en 1750 pero no los completó hasta 1776, poco antes de su muerte. Se basan en parte en el De natura deorum de Cicerón. Los Diálogos fueron publicados póstumamente en 1779, originalmente sin indicar el autor ni la editorial.

## Personajes

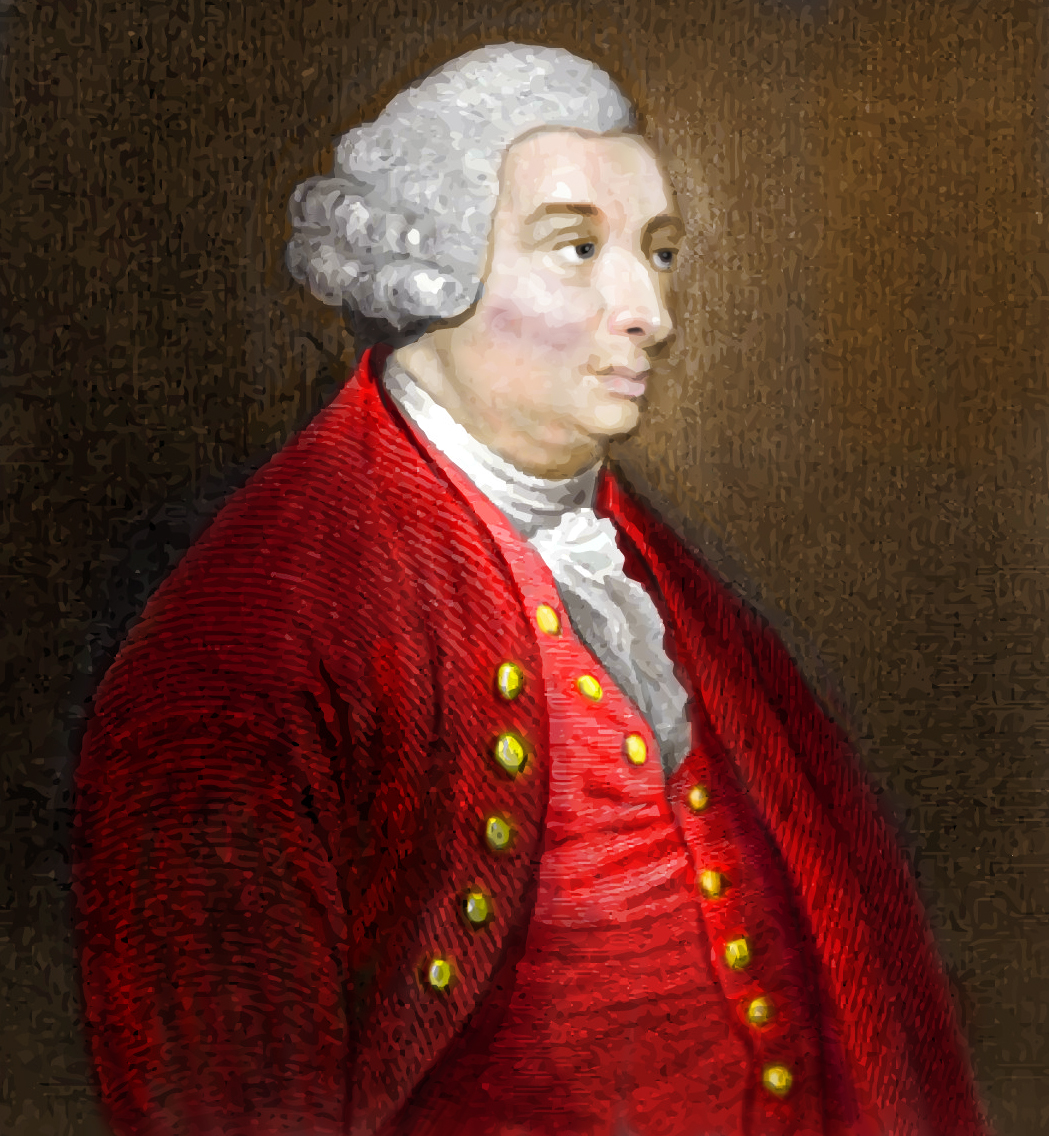
David Hume

### Pánfilo
Es un joven presente durante los diálogos. En una carta, reconstruye la conversación de Demea, Filón y Cleantes en detalle para su amigo Hermipo. Él sirve como el narrador a lo largo de la pieza. Al final de los Diálogos, cree que Cleantes ofreció los argumentos más sólidos. Sin embargo, esto podría ser por lealtad a su maestro, ya que esto no parece reflejar las propias opiniones de Hume sobre el tema. Cuando se toman en consideración otras piezas sobre la religión de Hume, se puede observar que todas terminan con declaraciones (aparentemente) irónicas que reafirman la verdad de las opiniones religiosas cristianas. Si bien la ironía puede ser menos evidente en los Diálogos, esto sugeriría una lectura similar del final de este trabajo. Cicerón usó una técnica similar en sus diálogos.

### Cleantes
Es un "teísta experimental", "un exponente del empirismo ortodoxo", que basa sus creencias sobre la existencia y la naturaleza de Dios en una versión del argumento teleológico , que utiliza evidencia de diseño en el universo para defender la existencia de Dios y parecido con la mente humana.

### Filón
Según la opinión predominante entre los estudiosos, es el personaje que presenta vistas más similares a las de Hume. [4] Filón, junto con Demea, ataca los puntos de vista de Cleantes sobre el antropomorfismo y la teleología; Si bien no va tan lejos como para negar la existencia de Dios, Filón afirma que la razón humana es totalmente inadecuada para hacer suposiciones sobre lo divino, ya sea a través del razonamiento a priori o la observación de la naturaleza.

### Demea
Defiende el argumento cosmológico y el teísmo filosófico. Ella cree que la existencia de Dios debe probarse a través de un razonamiento a priori y que nuestras creencias sobre la naturaleza de Dios deben basarse en la revelación y el fideismo. Demea rechaza la "religión natural" de Cleantes por ser demasiado antropomórfica.
Demea se opone al abandono de los argumentos a priori de Filón y Cleantes (ambos son empiristas) y percibe que Filón está "aceptando una forma extrema de escepticismo".

## Argumentos

### Argumento cosmológico
Hume aborda el argumento cosmológico que aparece en la Parte IX de sus Diálogos. En este contexto, menciona específicamente a y condensa su argumento en unas pocas frases:

«Todo lo que exista debe tener una causa o razón de su existencia; es absolutamente imposible que cualquier cosa se produzca por sí misma, o que sea la causa de su propia existencia. Por lo tanto, al aumentar, de los efectos a las causas, debemos seguir rastreando una sucesión infinita, sin ninguna causa última, o al menos debemos recurrir a alguna causa última, que necesariamente existe ...»

Hume rechaza que sea absurdo o contradictorio negar que debe haber una causa para todo lo que existe, también niega que es imposible que un efecto tenga perfecciones de las que carece su causa. Contrariamente a esta visión, Hume sostiene que “cualquier cosa puede producir cualquier cosa”. Todo lo que hay en la causalidad, tal como lo experimentamos y conocemos, es la conjunción constante o la sucesión regular de parecerse a objetos. También rechaza que la materia y el movimiento no produzcan pensamiento y conciencia, ya que lo demuestra la experiencia.
No hay, por lo tanto, base para la afirmación a priori de que necesariamente existe un ser original, autoexistente, que es un ser inmaterial e inteligente.

### Argumento ontológico
Hume critica los esfuerzos para demostrar la existencia de cualquier ser por medio de un razonamiento a priori (argumento ontológico) con su crítica de la noción de existencia necesaria en general.
En los Diálogos, Hume explica su posición de la siguiente manera:

«... hay un evidente absurdo en pretender demostrar una cuestión de hecho, o probarla con argumentos a priori. Nada es demostrable, a menos que lo contrario sea una contradicción. Nada, que sea directamente concebible, implica una contradicción. Cualquier cosa que concibamos como existente, también podemos concebir como inexistente. No hay ser, por lo tanto, cuya no existencia implique una contradicción. En consecuencia, no hay Ser cuya contradicción sea demostrable.»

### Argumento del diseño
Cleantes representa y defiende el argumento del diseño que también se denomina "religión natural". La teoría del diseño se considera más cercana a la verdad al concluir los diálogos.
Hume piensa que si estamos justificados al pensar que cualquier cosa que muestre un orden debe tener una causa inteligente, entonces el argumento de diseño puede usarse no solo para demostrar la existencia de Dios, sino también de un creador de Dios:

«Si la razón ... no sea muda con respecto a todas las preguntas relacionadas con la causa y el efecto, esta frase al menos se atreverá a pronunciar: que un mundo mental o universo de ideas requiere tanto una causa como un mundo material o universo de ideas. objetos ...»

Incluso si se el argumento como para establecer que el universo tenía un diseñador inteligente, el argumento no nos da ninguna razón para pensar que este creador tenga alguno de los atributos que tradicionalmente atribuimos a Dios (Infinito, perfección, bondad, etc).

«En una palabra, Cleantes, un hombre que sigue su hipótesis puede, quizás, afirmar o conjeturar que el universo surgió alguna vez de algo como el diseño: pero más allá de esa posición, no puede determinar una sola circunstancia, y luego se deja que arregle cada Punto de su teología por la máxima licencia de fantasía e hipótesis. El mundo, por lo que él sabe, es muy defectuoso e imperfecto, comparado con un estándar superior; y fue solo el primer rudo ensayo de una deidad infantil que luego lo abandonó, avergonzado de su escasa actuación: es obra de una deidad dependiente e inferior, y es objeto de burla de sus superiores: es la producción de la vieja la edad y los matices en alguna deidad sobrenadada; y desde su muerte se ha desarrollado en aventuras, desde el primer impulso y la fuerza activa que recibió de él ...»

### Argumento del mal
En los Diálogos, Hume considera el antiguo argumento basado en la existencia del mal que pretende establecer esta conclusión que Dios no existe.

«Las viejas preguntas de Epicuro aún no han sido respondidas: ¿Él (Dios) está dispuesto a prevenir el mal, pero no puede? entonces él es impotente. ¿Él puede, pero no está dispuesto? entonces él es malévolo. ¿Es capaz y dispuesto? Entonces, ¿de dónde viene mal?»

La respuesta habitual a esto (haciéndonos eco de la respuesta de Dios a Job) es que los humanos no estamos en posición de decir si hay algún mal innecesario en este mundo y que es arrogante cuestionar la existencia y la bondad de Dios cuando no comprendemos las infinitas complejidades de su creación. El impulso central de la discusión de Hume sobre el mal es mostrar que este tipo de teodicea falla.

«Permitiré que el dolor o la desdicha en el hombre sea compatible con el poder y la bondad infinitos de la Deidad, incluso en su sentido de estos atributos: ¿Qué ha avanzado en todas estas concesiones? Una mera compatibilidad posible no es suficiente. Debe probar estos atributos puros no mezclados, e incontrolables, del presente fenómeno mixto y confuso, y solo a partir de estos.»

Claramente, entonces, la tarea requerida del teísmo tradicional no puede ser establecer simplemente la posibilidad que la existencia del mal sea consistente con la existencia de Dios, es explicar cómo podemos inferir el poder infinito y la bondad de Dios sobre la base de nuestra experiencia de los fenómenos finitos. Eso nos presenta una mezcla de bien y mal en este mundo.
Hume no puede negar categóricamente que Dios existe sobre la base de que hay un mal innecesario. Sin embargo, lo que sí muestran los argumentos de Hume es que si la realidad del mal es consistente con la existencia de Dios, esto deja al teísmo con un problema grande sin respuesta. El enorme grado de maldad en este mundo, y la amplia gama de formas que toma, son imposibles de explicar o justificar desde nuestra perspectiva humana. Por lo tanto, no hay ninguna base para inferir la existencia de un Dios ante la evidencia contraria de este tipo que proporciona una base para dudar de esta hipótesis.

«Hay cuatro hipótesis que pueden ser trazadas con respecto a las causas primeras del universo: que estas están provistas de perfecta bondad, que están provistas de perfecta malicia, que son opuestas y ambas tienen bondad y malicia, que no tienen ni bondad ni malicia. Fenómenos mezclados jamás pueden probar los dos primeros principios, que no tienen mezcla. Y la uniformidad y estabilidad de las leyes generales parece oponerse al tercero. Por consiguiente, el cuarto parece ser mucho más probable.»

### Simplicidad divina
Hume en boca de Cleantes critica la concepción antropomórfica de un Dios que es personal y con todos los atributos divinos al mismo tiempo que es una mente simple e inmutable:

«Porque aunque se admita que la Deidad posee atributos de los que no tenemos comprensión, nunca debemos atribuirle ningún atributo que sea absolutamente incompatible con esa naturaleza inteligente esencial para él. Una mente cuyos actos, sentimientos e ideas no son distintos ni sucesivos; uno, que es totalmente simple y totalmente inmutable, es una mente que no tiene pensamiento, ni razón, ni voluntad, ni sentimiento, ni amor, ni odio; o, en una palabra, no es mente en absoluto.»